# MEX3D
MEX3D‏ (Mex-3 RNA binding family member D) هوَ بروتين يُشَفر بواسطة جين MEX3D في الإنسان.